# Poisonblack
Poisonblack est un groupe de metal gothique finlandais. Il est formé en 2000 par Ville Laihiala et joue du metal gothique, comme en témoigne leur premier album Escapexstacy, où le chant est assuré par Juha-Pekka Leppäluoto. Dès leur deuxième album, Lust Stained Despair, et l'arrivée au chant de Ville Laihiala, ils évoluent vers un style plus agressif. L'album A Dead Heavy Day continue dans la même lancée que le précédent album, avec un côté plus heavy metal. Puis, l'album Of Rust and Bones est publié en mars 2010. Selon Ville Laihiala lui-même : « les paroles traitent de l'envie incontrôlable pour l'alcool et l'ennui, la frustration, la haine, l'amour et le fait que finalement tout va tomber à l'eau »[réf. nécessaire].

## Biographie
Il est formé en 2000 par Ville Laihiala, connu pour avoir été le chanteur du défunt groupe Sentenced entre 1996 et 2005. Le groupe joue à ses débuts du metal gothique. En 2003, leur premier album, Escapexstacy atteint la 21e place des classements musicux finlandais. Ils jouent pour Iron Maiden au Hartwall Areena d'Helsinki le 21 décembre 2003 à leur tournée Dance of Death World. 
Le chanteur Juha-Pekka Leppäluoto quitte le groupe en automne 2003 pour se consacrer à son groupe Charon. Ville Laihiala, l'auteur-compositeur du groupe, le remplace au chant, et mène, depuis cet instant, Poisonblack dans le genre gothique de leur premier album.
En 2006, ils tournent en Europe avec Lacuna Coil et leur deuxième album, Lust Stained Despair, atteint la deuxième place des classements finlandais pendant une semaine. En 2008, ils publient A Dead Heavy Day qui atteint la sixième place des classements finlandais. Ils entament ensuite une tournée en Europe avec Dark Tranquillity et Fear My Thoughts. 
En 2010, Poisonblack publie Of Rust and Bones, leur quatrième album. Leur cinquième album, Drive, est publié en 2011 au label Hype Records, et leur dernier album, Lyijy, est publié en septembre 2013 par Warner Music Finlande. L'album atteint la 4e place des classements finlandais. Le 23 août 2015, Ville Laihiala annonce la séparation du groupe.

## Membres

### Derniers membres
- Ville Laihiala - chant (2004-2015), guitare solo (2000-2015)
- Antti Remes - basse (2004-2015)
- Marco Sneck - clavier (2000-2015)
- Tarmo Kanerva - batterie (2000-2015)

### Anciens membres
- Janne Kukkonen - basse (2000-2004)
- Janne Dahlgren - guitare (2000–2003)
- Juha-Pekka « JP » Leppäluoto - chant (2001-2003)
- Janne Markus - guitare (2004-2010)

### Membres de tournée
- Veli-Matti Kananen - clavier (2008)
- Antti Leiviskä - guitare (2010–2015)

## Discographie
- 2003 : Escapexstacy
- 2006 : Lust Stained Despair
- 2008 : A Dead Heavy Day
- 2010 : Of Rust and Bones
- 2011 : Drive
- 2013 : Lyijy